# Boris Makaresko
(Boris Makaresko)
Boris Makaresko (Belgrado, 20 dicembre 1946 – Milano, 15 marzo 2016) è stato un comico e cabarettista italiano di origini russe, romene e montenegrine.

## Biografia
Makaresko è stato molto attivo nella scena milanese, specialmente intorno al gruppo di comici che si esibivano al locale Derby di Milano. Nel corso della sua vita, comunque, ha preso parte a numerosi altri eventi sia come ospite unico, sia in compresenza di altri comici. Ha recitato anche in cortometraggi e preso parte a spot per attività culturali. Oltre alla recitazione, Makaresko collabora con le testate di enigmistica L'altra enigmistica, L'avvenire enigmistico, La grande enigmistica e Civiltà enigmistica.

### Carriera
L'esordio come attore di Makaresko avviene con Paolo Poli alla fine degli anni sessanta. Nel 1970, invece, lavora con la Compagnia del Teatro Uomo di Milano per poi approdare come cabarettista al famoso Derby Club, in cui si esibisce fino al suo anno di chiusura, il 1986. Nonostante lo scarso successo come attore cinematografico, riesce invece ad affermarsi come interprete per la televisione: dopo la partecipazione al programma Foto di gruppo condotto da Raffaele Pisu, entra nel primo cast del varietà Non Stop di Enzo Trapani, che lancerà anche artisti come Massimo Troisi, Enrico Beruschi, Jerry Calà e I Gatti di Vicolo Miracoli.
Successivamente, in televisione partecipa al varietà icona degli anni ottanta Drive In, ideato da Antonio Ricci che lo ricorda amichevolmente negli aneddoti sull'inizio della carriera. Negli stessi anni si afferma come cabarettista presso numerosi canali televisivi locali (come TeleAltomilanese dove incontra il comico Ninni Di Lauro, Antenna 3 Lombardia, Odeon TV) e nei locali (come Ca' Bianca e Zelig a Milano, Hiroshima Mon Amour a Torino).
Makaresko, inoltre, è stato fra gli autori di Premiatissima e Risatissima, oltre a scrivere testi per attori come Massimo Boldi, Mario Zucca, Gigi e Andrea. È conosciuto come autore anche di libri, tra cui Quiz del Quaz, Sgarbi all'arte, Il manuale del battutista e Dizionario Alternativo.

## Dopo la morte
Makaresko è riconosciuto dalla critica e dal pubblico come uno dei migliori e più fervidi comici della scena milanese. Il giornalista e conduttore televisivo Gianfranco Funari, che lo aveva conosciuto al Derby di Milano nel 1969, lo ricorda così: 
Il collega autore e comico Alberto Patrucco, invece, saputa la notizia della sua morte ha commentato: